# Flärken (Bodums socken, Ångermanland)
Flärken är en sjö i Strömsunds kommun i Ångermanland och ingår i Ångermanälvens huvudavrinningsområde. Sjön har en area på 0,115 kvadratkilometer och ligger 287,4 meter över havet. Sjön avvattnas av vattendraget Flärkån.

## Delavrinningsområde
Flärken ingår i det delavrinningsområde (710153-151779) som SMHI kallar för Ovan None. Medelhöjden är 315 meter över havet och ytan är 9,19 kvadratkilometer. Det finns inga avrinningsområden uppströms utan avrinningsområdet är högsta punkten. Flärkån som avvattnar avrinningsområdet har biflödesordning 4, vilket innebär att vattnet flödar genom totalt 4 vattendrag innan det når havet efter 204 kilometer. Avrinningsområdet består mestadels av skog (63 procent) och sankmarker (30 procent). Avrinningsområdet har 0,57 kvadratkilometer vattenytor vilket ger det en sjöprocent på 6,2 procent.